# أميسيانا (كافالا)
أميسيانا (Αμισιανά) وعرفت باسم بريزوفا حتى عام 1926، هي قرية تابعة لبلدية بانجيو في الوحدة الإقليمية كافالا، في منطقة مقدونيا الشرقية وتراقيا. بلغ عدد سكانها 927 نسمة حسب إحصاء عام 2011 .
تقع أميسيانا على ارتفاع 150 مترًا. في بداية القرن العشرين كانت مستوطنة مسلمة، ثم استقرت 125 عائلة من اللاجئين اليونانيين بعد تبادل السكان في عام 1923.  في نهاية عام 1941، أعدمت سلطات الاحتلال البلغاري ثلاثة أشخاص كجزء من انتقامهم لانتفاضة دراما.  يوجد في القرية محطة ضخ تم بناؤها خلال فترة رئاسة بلدية ميخاليس لوليديس والتي تستخدم لتزويد كافالا بالمياه. 
كانت أميسيانا حتى عام 1997 مقرًا لكومونة نفس الاسم في مقاطعة كافالا، بينما في عام 1997، مع التغييرات التي أدخلها برنامج كابوديسترياس على الحكومة المحلية، أصبحت جزءًا من بلدية إلفثيروبوليس.  وبعد حطة كاليكراتيس منذ عام 2011 أصبحت تنتمي إلى بلدية بانغايو.

## التعداد السكاني
| التعداد | 1928 | 1940 | 1951 | 1961 | 1971 | 1981 | 1991 | 2001 | 2011 |
| ------- | ---- | ---- | ---- | ---- | ---- | ---- | ---- | ---- | ---- |
| السكان  | 509  | 744  | 1013 | 986  | 750  | 793  | 759  | ;    | 927  |